# Aptosimum albomarginatum
Aptosimum albomarginatum là một loài thực vật có hoa trong họ Huyền sâm. Loài này được Marloth & Engl. mô tả khoa học đầu tiên năm 1889.